# 스몰 솔저
《스몰 솔저》(영어: Small Soldiers)는 미국에서 제작된 조 단테이 감독의 1998년 액션 코미디 영화이다. 커스틴 던스트, 그레고리 스미스 등이 출연하였고, 마이클 피넬 등이 제작에 참여하였다.
1998년에 은퇴한 클린트 워커의 마지막 영화 출연작이다.

## 줄거리
최고의 방위 산업체 글로보테크 산업이 하트랜드 장난감 회사를 인수한 뒤 CEO 길 마스는 장난감 개발자 래리와 어윈에게 아이들과 상호 작용이 되는 장난감 개발을 의뢰한다. 마스는 이 프로젝트의 대상으로 래리의 액션 피겨 “코만도 엘리트”를 선정하고, 어윈이 만든 교육용 장난감이며 평화를 사랑하고 호기심이 많은 “고거나이트”들을 적으로 설정한다. 마감 시한이 촉박하게 다가오는 가운데 래리는 부지불식간에 장난감들에게 국방부용으로 개발된 글로보테크 X1000 마이크로프로세서를 달아주는 사고를 치게 된다.
가족 장난감 가게에서 일하는 10대 앨런은 배달 기사 조에게 글로보테크 신제품 장난감들을 가져다 달라고 주문한다. 앨런은 코만도 엘리트 대장인 칩 해저드 소령과 고거나이트 대장 아처를 작동시킨 뒤 이들 장난감들에게 자각이 있으며 학습 능력이 있다는 걸 알게 된다. 그날 밤 칩은 전우들을 활성화시키고 고거나이트를 공격한다. 다음 날 아침 글로보테크 장난감들이 사라지고 가게가 어지럽혀져 있는 걸 발견한 앨런은 글로보테크 소비자 센터에 전화해 항의한 끝에 음성 메시지를 남긴다. 래리와 어윈은 뒤늦게 X1000이 군사용 인공 지능 칩이며 전자기 펄스(EMP)에 취약하다는 걸 알게 된다.
앨런을 집까지 따라온 코만도 엘리트는 아처를 심문하지만 도중 앨런에게 들키고, 앨런은 아처를 구하는 과정에서 닉 나이트로에게 상처를 입는다. 앨런은 닉 나이트로를 음식물 쓰레기 파쇄기에 넣고 돌려 하반신을 파괴한다. 앨런과 아처는 가게 쓰레기통에 숨어 있던 고거나이트를 찾아낸다.
전화 도청으로 앨런이 크리스티를 좋아한다는 걸 알게 된 코만도 엘리트는 크리스티의 부모님에게 몰래 수면제를 먹인 뒤 크리스티의 남동생 티미를 납치하고, 닉 나이트로의 인공지능칩을 이용해 크리스티의 패션 인형 “궨디” 여러 개체를 증원 병력으로 탈바꿈시킨다. 코만도 엘리트가 크리스티를 인질로 삼고 앨런에게 고거나이트를 내놓을 것을 요구하자 앨런과 아처는 핌플가 집에 들어가 크리스티를 구한다. 코만도 엘리트는 핌플가의 차고에서 차량을 급조해 이동하지만 충돌 사고로 불타면서 칩만 살아남는다. 앨런의 음성 메시지를 들은 어윈과 래리가 애버나시가를 찾아온 가운데 조가 배달하던 리콜 제품들을 강탈해 새 부대와 차량, 무기를 동반하고 나타난 칩이 애버내시가를 포위하고 전기를 끊는다.
핌플가와 애버나시가 가족들은 함께 집을 방어하고, 고거나이트도 반격에 들어간다. 어윈은 인근 송전선에 과부하를 일으켜 EMP를 유도하자고 제안하지만, 그러면 코만도 엘리트뿐만 아니라 고거나이트까지 파괴하게 되는 걸 아는 앨런은 이를 망설인다. 그러나 아처는 괜찮다며 앨런을 격려하고, 앨런은 전신주에 올라간다. 공격을 가하는 칩을 앨런이 변압기에 찍어 누른 뒤 래리와 어윈이 두꺼비집을 열어 EMP 폭발을 유발하고, 장난감들은 모두 파괴된다.
다음 날 아침 마스가 나타나 즉석에서 피해를 현금 보상하고, 본인들 잘못을 이실직고하는 래리와 어윈에게 코만도 엘리트를 군사 용도로 변경해 개발할 것을 지시한다. 앨런은 크리스티와 사귀게 된다. 곧 앨런은 고거나이트들이 핌플가 위성 방송 수신 안테나 밑에 숨어 EMP로부터 살아남았다는 걸 알게 된다. 앨런은 고거나이트들을 이들이 자신들의 집이 있다고 믿는 요세미티 국립공원으로 데려다 주고, 아버지의 장난감 배에 태워 보내며 작별한다.

## 출연진

### 실사
- 커스틴 던스트 - 크리스티 핌플 역
- 그레고리 스미스 - 앨런 애버내시 역
- 제이 모어 - 래리 벤슨 역
- 필 하트먼 - 필 핌플 역
- 케빈 던 - 스튜어트 애버내시 역
- 데이비드 크로스 - 어윈 웨이페어 역
- 앤 매그너슨 - 아이린 애버내시 역
- 데니스 리리 - 길 마스 역
- 딕 밀러 - 조 역
- 웬디 샬 - 매리언 핌플 역
- 로버트 피카도 - 랠프 퀴스트 역
- 제이컵 스미스 - 티미 핌플 역
- 벌린다 벌래스키 - 이웃 역
- 랜스 하워드 - 남편 역
- 아치 한 - 위성 방송 수신 안테나 설치 기사 역

### 목소리
코만도 엘리트
- 토미 리 존스 - 칩 해저드 역: 소대장.
- 짐 브라운 - 부치 미트훅 역: 저격수.
- 어니스트 보그나인 - 킵 킬리건 역: 비밀 암살 작전 전문가.
- 조지 케네디 - 브릭 바주카 역: 대포 및 탄약 전문가.
- 클린트 워커 - 닉 나이트로 역: 파괴 전문가.
- 브루스 던 - 링크 스태틱 역: 정보 통신 전문가.

고거나이트
- 프랭크 랜젤라 - 아처 역
- 크리스토퍼 게스트 - 슬램피스트 / 스크래치잇 역
- 마이클 매키언 - 인새니액 / 트로글러컨 / 프리켄슈타인 역
- 해리 시어러 - 펀치잇 역
- 짐 커밍스 - 오큘라 역

그 외
- 세라 미셸 겔러, 크리스티나 리치 - 궨디 인형 역
- 마샤 미츠먼 개븐 - 글로보테크 방송 아나운서 역

## 기타 제작진
- 공동 제작: 폴 디슨
- 배역: 데니즈 채미언
- 미술: 윌리엄 샌델
- 의상: 캐럴 브라운제임스

## 우리말 녹음
KBS 성우진
- 배정미 - 크리스티 (커스틴 던스트)
- 소연 - 앨런 (그레고리 스미스)
- 유만준
- 손정아
- 한상덕
- 김정호
- 이봉준
- 임은정
- 이호인
- 김준
- 김일
- 은영선
- 이원준
- 안용욱
- 이주연